# Messenger (ソフトウェア)
Messenger（メッセンジャー）は、Metaが提供するインスタントメッセージサービスである。また、Facebook Messenger（フェイスブックメッセンジャー）と呼ばれることもある。
当初は2008年にFacebook Chat（フェイスブック チャット）として開発されたが、2010年にメッセージングサービスを刷新し、その後、2011年8月にiOSとAndroidのスタンドアロンアプリを、2018年第4四半期にはMessengerベースの通話が可能なスタンドアロンのFacebook Portalハードウェアをリリースした。その後、Facebookは専用のウェブサイトインターフェース（Messenger.com）を立ち上げ、メッセージング機能をFacebookのメインアプリから分離し、ユーザーはウェブインターフェースを利用するか、スタンドアロンアプリのいずれかをダウンロードして利用できるようにしている。2020年4月、FacebookはMessenger for Desktopを正式にリリースし、Windows 10とmacOSでサポートされ、それぞれMicrosoftストアとApp Storeで配信されている。

## 概要
2016年10月3日、Facebook, Inc.は「Facebook Messenger Lite」を立ち上げ、とりわけ2Gネットワーク上のAndroidオペレーティングシステムを運用する利用者を引きつけるようになった。 この軽量アプリケーションでファイルサイズが10MBまでのものは、メッセンジャーの必要最低限版としてのバージョンである。その為、通知音や音声通話、およびその他の機能の読み込み時間が長くなる。しかし利用者は、絵文字やステッカー、写真、リンク共有など、Messengerとしての基本動作は利用することができる。 このアプリケーションは、高速インターネットの接続環境にない地域や利用者を対象としている。 Facebook Messenger Liteはケニア、チュニジア、マレーシ、ベネズエラ、スリランカで配信されており、今後その他の国でも発売される予定である。
Facebookは、メッセンジャーのアクティブユーザーが毎月10億人を達していると報告している。メッセンジャーの首席的人物デビット・A・マークスは、Facebookの最高経営責任者マーク・ザッカーバーグの招待を受け、Facebookの運営に加わった。

## 歴史
2011年8月9日、FacebookはメッセンジャーのiOSとAndroidのバージョンを開始した。
10月11日、BlackBerry OS用のアプリケーションを公開した。
2014年4月、メッセージング機能がFacebookアプリから削除されると発表し、ユーザーにメッセンジャーをダウンロードするよう呼びかけた。
2015年7月13日、FacebookのTizen バージョンを開始した。
3月17日、追加機能としてユーザーへの送金ができるようになった。現在は米国でのみ、使用が可能。
4月27日、アプリケーションにビデオ通話を導入。この機能は、ベルギー、カナダ、クロアチア、デンマーク、フランス、ギリシャ、アイルランド、ラオス、リトアニア、メキシコ、ナイジェリア、ノルウェー、オマーン、ポーランド、ポルトガル、英国、米国、ウルグアイで初めて導入された。
3月25日、Facebook F8での会議にて、Facebookは、「メッセンジャープラットフォームが、人々と企業とが通信する方法を強化する事を目的として企業をメッセンジャーにもたらすための第一歩を踏み出した」と発表した。利用者はサインアップしてから更新データを受信し、最新式にすることで、メッセンジャーを使い企業と連絡をとることが出来るようになる。企業は、注文や配送状況の確認などのために設計されたカスタムレイアウトを使用することが出来る。このサービスは、米国の一部の地域ですでに機能が利用可能である。 新しい更新で、利用者はFacebookのアカウントが未作成でも、メッセンジャーを使用したり、携帯電話でもサインアップすることが可能である。
この機能の一環として、FacebookはUberとの協力の元、メッセンジャーでの配車を開始した。 2016年1月現在、このサービスはまテスト中であり、Uberが米国で営業する場所では特定の利用者が利用できるようになる。
2016年4月に、メッセンジャーは「グループ通話」を開始し、利用者はインターネットを通じて同時に最大50人の通話参加者を追加できるようになった。 この機能は、Android及びiOS端末で無料で利用できる。また、それでグループVoIP音声通話を開始することができる。 グループ通話を開始するには、利用者が「通話」アイコンをタップし、グループの中のどのメンバーに、どのグループのメンバーに声を掛けるかを選択する必要がある。 選択された全てのメンバーは同時にメッセンジャーの呼び出しを受けることになる。
2016年6月16日に、Facebookは、「WIRED Business Conference」にて、メッセージを送受信するための支えとして、利用者が会話を把握するのに役立つホームボタンが追加されることを発表した。
10月4日、Facebookはメッセンジャー利用者のオプション機能としてエンドツーエンド暗号化を導入した。「秘密のスレッド」と呼ばれるオプションのモードを利用でき、Signalプロトコルを使用する。

## プラットフォーム

### 活動
- iOS:
  - iPhone、 iPod Touch: Facebookは2011年8月9日にメッセンジャーのiOS版を開始した。
  - iPad: 2014年7月3日、iPad用のメッセンジャーアプリがリリースされた。 それは拡張されたiPhoneアプリとして実行するよりも、むしろiPad用の為に特別に設計されたものであった。また、スレッドのリストと現在の会話を同時に表示する「マルチウィンドウインターフェイス」を備えている。
- Android: Facebookは2011年8月9日にメッセンジャーのAndroid版を開始した[要出典]。

2012年12月、一部の地域（オーストラリア、南アジア、インドネシア、南アフリカ、ベネズエラなど）のAndroid用のFacebook Messengerアプリは、名前と電話番号を使用するだけでFacebookアカウント無しでメッセンジャーを使用できるようになった。これらの変更は、Facebookメッセンジャーがテキストメッセージングの代替品としてWhatsAppなどの類似のモバイルメッセージングプラットフォームと競争できるようにするためとの狙いがある。 その後のアップデートでは、Facebook MessengerをAndroidの代替テキストメッセージングクライアントとして使用する機能が追加され、Facebook Homeから発信されるオーバーレイチャットシステムである「Chat Heads」が追加された。
- BlackBerry OS: Facebookは2011年10月11日にメッセンジャーのBlackBerry OS版を開始した。
- Windows Phone 8: 2014年3月5日、メッセンジャーがWindows Phone 8用にリリースされた。このアプリには、iOSやAndroidアプリに似た機能が多数含まれているが、チャットヘッドやボイスメッセージ機能は無い。
- ウェブ: 2015年4月8日、Facebookは正式に「messenger.com」を立ち上げた。これにより、利用者はfacebook.comにアクセスすることなく、webブラウザから直接チャットをすることが可能になった。Facebookは、Facebookがモバイルアプリでその機能を切り離した方法とは異なり、facebook.comのメッセージ機能は削除されないと述べている。
- Windows 10: 2016年5月、FacebookはWindowsストアで利用可能なWindows 10用の完全な機能を有するメッセージングアプリを開始した。
- Tizen: Facebookは2015年7月13日にTizen Osのメッセンジャーを開始した。Tizen Storeで利用可能になった。

### 廃止
- Microsoft Windows: 2012年3月5日にWindows 7のユーザー向けにメッセンジャーのWindows版が正式にリリースされた。ソフトウェアのテストは、2011年11月21日にベータ版テスターグループの間で開始された。しかし、ベータ段階のソフトウェアで漏洩したリンクが、イスラエルのブログ「TechlT」による技術ブロガーにより公開されてしまった。Facebookは同日、ヘルプセンターを通じてリンクの可用性を発表することで対応した。
その機能の中には、Facebookのウェブサイト利用者が見た友人の活動のサイドバーと機能的に類似している"ティッカー"が存在した。リリース時には、複数の利用者とのチャット、ビデオ通話、チャットの利用制限、設定の編集は、ソフトウェアでは使用できなかった。Facebookの開発者は、Mac OS X版に言及した。そして、Windowsデスクトップ用のメッセンジャーは2014年3月3日に廃止された。
- Firefox: Facebookは、Firefox用のメッセンジャーをリリースした。しかし、Firefox用のメッセンジャーは2014年3月3日に廃止された。

## ボット
メッセンジャーはチャットボットをサポートしている。2016年4月には、開発者がFacebookの利用者とやりとりができるボットアカウントを作成できる「メッセンジャープラットフォームサービス」を開始した。作成されたボットには、気象サービス、 CNNニュース、1-800-Flowers、インタラクティブフィクション形式のゲームであるゾークなどがある。

## 受付
2014年11月、電子フロンティア財団 （EFF）は、secure messaging scorecardでメッセンジャー（Facebookチャット）を公開し、それはスコアカード上で7点中2点を獲得した。それは、通信中に暗号化された通信を有しており、独立したセキュリティ監査を完了するために、ポイントを受け取った。プロバイダがアクセスできないキーで通信が暗号化されず、ユーザーが連絡先のIDを確認できなかったり、過去のメッセージの暗号化キーが盗まれた場合に安全でなくなってしまったり、ソースコードが独立したレビューに公開されなかったり、セキュリティ設計が適切に文書化されていなかった。